# Darío Benedetto
Dario Benedetto (født 17. maj 1990) er en fodboldspiller fra Argentina. Hans nuværende hold er Olympique de Marseille i Ligue 1.

## Mesterskaber

### Nationale mesterskaber
| Titel               | Club         | Land      | År   |
| ------------------- | ------------ | --------- | ---- |
| Clausura Turnering  | Arsenal      | Argentina | 2012 |
| Supercopa Argentina | Arsenal      | Argentina | 2012 |
| Argentina Cup       | Arsenal      | Argentina | 2013 |
| Primera División    | Boca Juniors | Argentina | 2017 |
| Primera División    | Boca Juniors | Argentina | 2018 |
| Supercopa Argentina | Boca Juniors | Argentina | 2018 |
| Copa de la Liga     | Boca Juniors | Argentina | 2022 |
| Primera División    | Boca Juniors | Argentina | 2022 |
| Supercopa Argentina | Boca Juniors | Argentina | 2022 |

### Internationale mesterskaber
| Titel                     | Club    | Afslutning      | År   |
| ------------------------- | ------- | --------------- | ---- |
| CONCACAF Champions league | Amerika | Canada Montreal | 2015 |
| CONCACAF Champions league | Amerika | Mexico city     | 2016 |